# 220 Nord 2.121 à 2.180

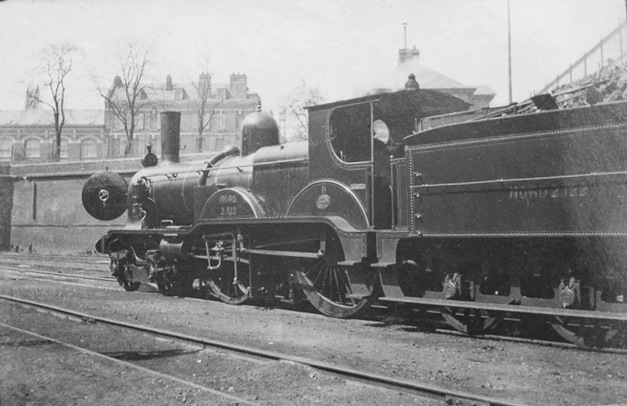
Locomotive 2.122.

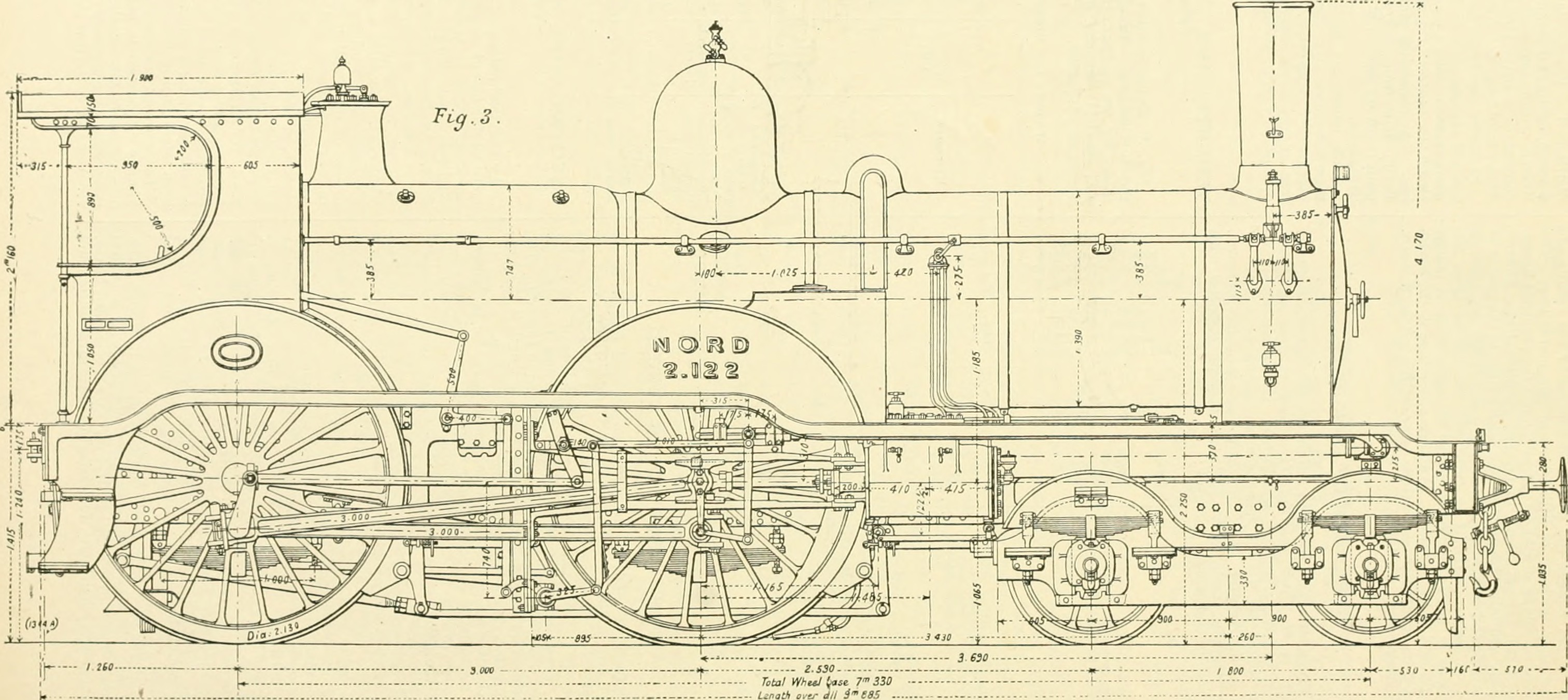
Schéma de la locomotive 2.122.

Les  220 Nord 2.121 à 2.180 sont des locomotives de la compagnie des chemins de fer du Nord affectées aux trains rapides de voyageurs. Elles sont mises en service en 1891, en 1933 il reste seulement 4 machines. À la création de la SNCF en 1938, elles sont immatriculées dans la série 2-220 A 1 à 4 .

## Histoire
Elles découlent de la locomotive prototype 120 Nord 701.
À l'origine, deux prototypes de locomotives compound à 4 cylindres sont élaborés par Alfred de Glehn ingénieur à la SACM et Gaston du Bousquet. En 1893, la 2.122 est envoyée à l'Exposition universelle de Chicago.
En 1903, les machines 2.121 à 2.123 et 2.126 sont vendues à la Compagnie du Nord - Belge où elles prennent les numéros 307 à 310, à la suite des 301 à 306 directement construites pour le Nord - Belge.

## La construction
La SACM (usine de Belfort) livre deux prototypes en 1891 puis toute la série dans l'ordre suivant :
2.121 et 2.122 en 1891 (prototypes), SACM n° 4266 à 4267;
2.123 à 2.137 en 1893, SACM n° 4468 à 4482 ;
2.138 à 2.157 en 1895, SACM n° 4634 à 4653 ;
2.158 à 2.160 en 1896, SACM n° 4667 à 4669 ;
2.161 à 2.180 en 1897, SACM n° 4901 à 4920.

## Descendance
La Compagnie des chemins de fer de l'Ouest commande à la SACM deux prototypes : les 220 Ouest 902 et 903. Elles sont suivies en 1897-1900 par une série de 60 locomotives plus puissantes et plus grandes : les 220 Ouest 503 à 562, construites par la SACM, Wiener-Neustadt et les ateliers de la compagnie à Sotteville.
De 1894 à 1901, la Compagnie des chemins de fer du Midi fait construire trois séries différant par leur puissance : les 220 Midi 1701 à 1714, 1751 à 1774 et 1775 à 1784.
En 1897, l'Administration des chemins de fer de l'État fait construire[Par qui ?] les 220 État 2701 à 2706, identiques aux 2.138 à 2.157.
De 1899 à 1900, la Compagnie des chemins de fer de l'Est met au point une version améliorée des 220 Midi : les 2401 à 2432. 
En 1900, six locomotives identiques aux 2.138 à 2.157 du Nord sont construites par Cockerill pour la Compagnie du Nord - Belge (no 301-306) et rejointes en 1903 par quatre machines de la Compagnie du Nord datant de 1891/1893.

## Caractéristiques
Longueur hors tampons : 9 m
Poids à vide : 49 t
Diamètre des roues motrices : 2,21 m
Diamètre et course des cylindres : 350 mm et 650 mm
Diamètre et course des cylindres : 530 mm et 650 mm
Timbre : 14 Bars puis 15 Bars à partir de la 2.138
Surface de grille : 2,04 m2
Surface de chauffe : 155,3 m2
Vitesse maximale : 110 km/h